# カナダ国定史跡

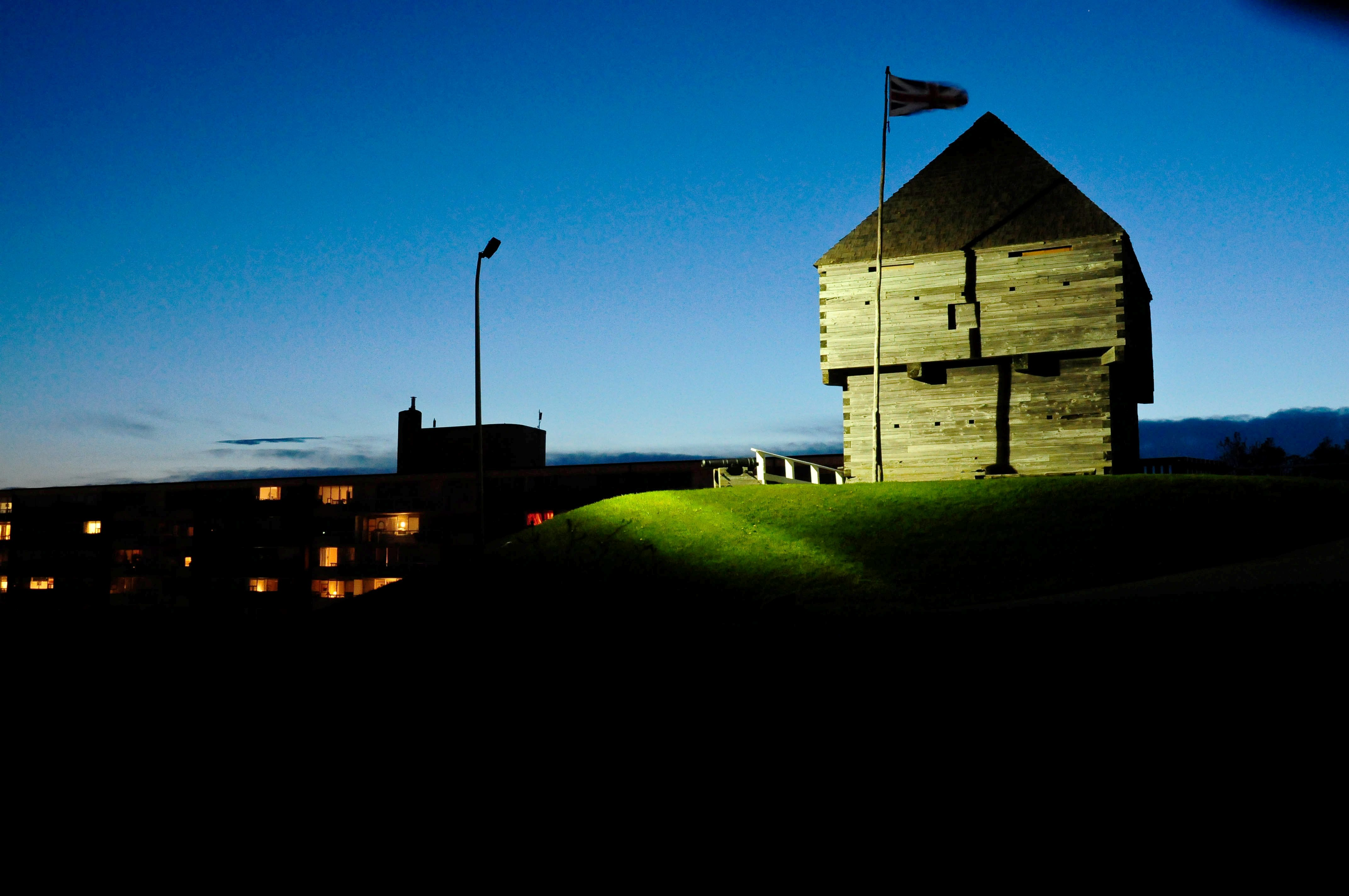
1914年に国定史跡制定されたニューブランズウィック州セントジョンのフォート・ハウ

カナダ国定史跡（英語：National Historic Sites of Canada、仏語：Lieux historiques nationaux du Canada）はカナダ環境・気候変動省の文化遺産保護制度の一つ。カナダ史跡記念物委員会（Historic Sites and Monuments Board of Canada、HSMBC/Commission des lieux et monuments historiques du Canada、CLMHC）の提言に基づき、カナダ環境・気候変動大臣が制定する。パークス・カナダ（国立公園管理局）が国定史跡プログラムを管轄する。2010年現在、956ヶ所が制定されている。国定史跡はすべての州及び準州にあり、また2ヶ所はフランスにある。

## 選定条件と基準
国定史跡は人類の居住、カナダ統治、経済開発、社会生活構築、文明文化表現の5つの広いテーマに沿って整理されている。それらは少なくとも下記のうち一つの条件を満たす必要がある。
- 概念・設計・技術・計画などで傑出した創造性を発揮しているか、カナダの歴史過程における傑出した時代を表現していること
- 全体または部分において、カナダの歴史過程における文化的伝統、生活様式、重要な概念を表現または象徴していること
- カナダの歴史上傑出した役割を果たしたと見なされる人物に、明確または意味的に関連していること
- カナダの歴史上傑出していると見なされる出来事に、明確または意味的に関連していること

国定史跡に制定されても、史跡そのものに法的な保護規定は特にない。しかし、史跡認定は州、市町村レベルでも重複して制定されるため、他レベルの史跡認定で法的保護が運用される場合がある。
国定史跡に制定されると、国章が使用された連邦政府の標識が建てられる。初期の頃はケアン型であったが、近年は単なる標識となっている。標識は赤紫色に金文字で、最低二カ国語での表記がなされる。

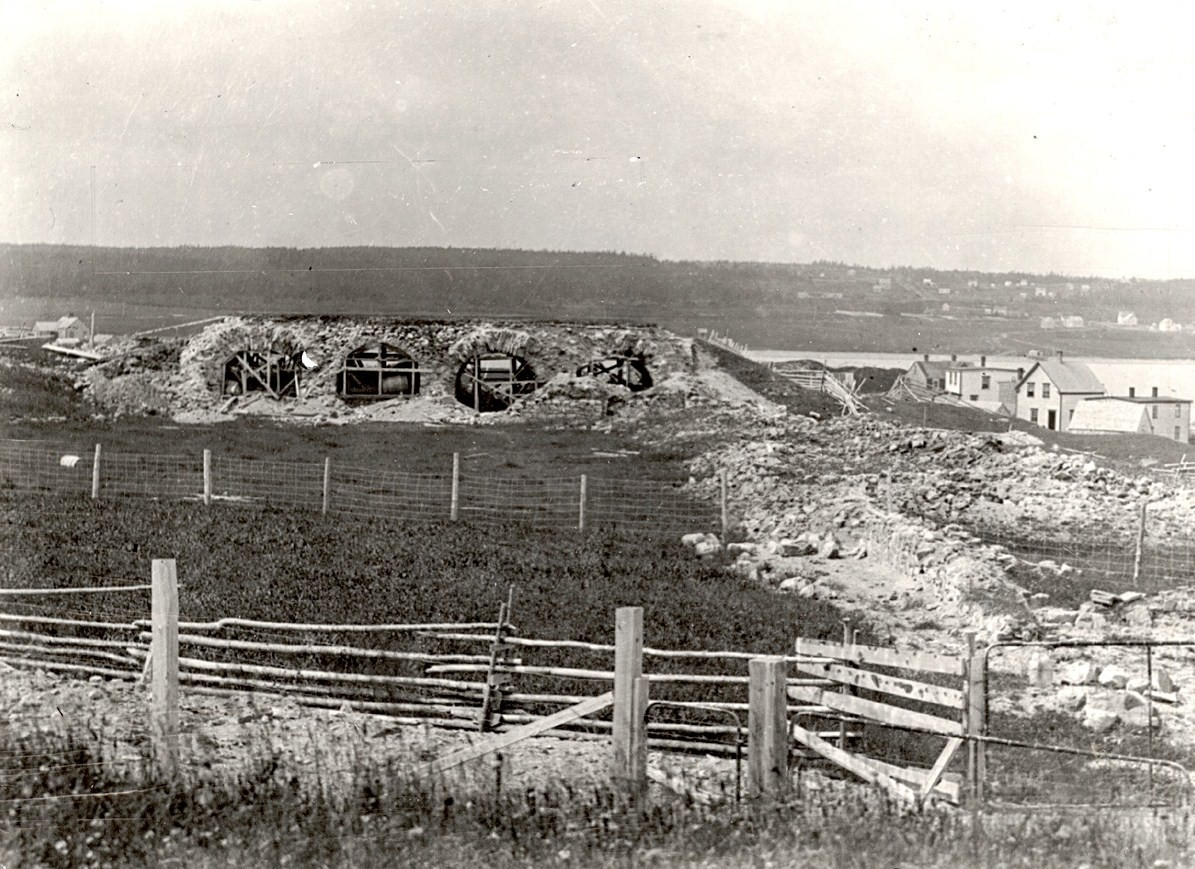
当初史跡保護より戦勝記念碑的な扱いであったノバスコシア州のルイブール要塞。1920年に史跡指定されたが、保護・修復は1961年以降開始された

## 主な国定史跡
- オンタリオ州
  - ユニオン駅（トロント）
  - ロイヤルヨークホテル（トロント）
  - トロント・シティー空港ターミナルビル
  - メープルリーフ・ガーデンズ（トロント）
  - センター・ブロック、イースト・ブロック、ウエスト・ブロック（オタワ）
  - ランジュバン棟（オタワ）
  - シャトー・ローリエ（オタワ）
  - リドー運河（オタワ − キングストン）
  - フロンテナック郡裁判所（キングストン）
  - フォート・ヘンリー（キングストン）
  - キングストン市庁舎
  - アルゴンキン州立公園
  - スーセントマリー運河
  - セントジョゼフ島
  - トレント・セバーン水路（トレントン − ポート・セバーン）
- ケベック州
  - モントリオール市庁舎（モントリオール）
  - モントリオール・ノートルダム聖堂（モントリオール）
  - モントリオール・フォーラム
  - 世界の女王マリア大聖堂（モントリオール）
  - 安全航海ノートルダム教会（モントリオール）
  - サン・ジョゼフ礼拝堂（モントリオール）
  - ケベックのシタデル（ケベック・シティー）
  - シャトー・フロンテナック（ケベック・シティー）
  - 戦場公園（ケベック・シティー）
  - ウルスラ会修道院（ケベック・シティー）
  - ノートルダム大聖堂（ケベック・シティー）
  - ケベック神学校（ケベック・シティー）
  - 勝利のノートルダム教会（ケベック・シティー）
  - ケベック橋
- ノバスコシア州
  - グラン・プレ
  - ルイブール要塞
- ニューブランズウィック州
  - フォート・ハウ（セントジョン）
- マニトバ州
  - セブン・オークス戦跡
  - フォート・チャーチル射場
- ブリティッシュコロンビア州
  - スタンレーパーク（バンクーバー）
  - ライオンズゲートブリッジ（バンクーバー）
  - バンクーバー日本語学校
  - エンプレスホテル（ビクトリア）
  - ジョージア湾缶詰工場（スティーブストン）
- サスカチュワン州
  - サスカチュワン州議事堂（レジャイナ）
- アルバータ州
  - バンフ・スプリングス・ホテル
  - ケイヴ・アンド・ベイスン
  - ヘッド-スマッシュト-イン・バッファロー・ジャンプ
  - ロッキーマウンテンハウス
- ニューファンドランド・ラブラドール州
  - ランス・オ・メドー
  - スピア岬灯台